# Bi, đừng sợ!
Bi, đừng sợ! là phim điện ảnh chính kịch của Việt Nam năm 2010 do Phan Đăng Di đạo diễn, đồng thời cũng là tác phẩm điện ảnh đầu tay của anh. Bộ phim do Claire-Agnès Lajoumard, Nguyễn Hoàng Điệp, Phan Đăng Di, Nguyễn Bảo Mai và Oliver Ropke đảm nhiệm vai trò sản xuất, dựa trên phần kịch bản do chính Phan Đăng Di chấp bút. Các công ty đầu tư sản xuất cho tác phẩm gồm Acrobates Films, Arte France Cinéma, Sudest-dongnam Production, BHD, Vblock Media và TR9 Film. Bi, đừng sợ! có sự tham gia diễn xuất của NSND Trần Tiến, Phan Thành Minh, Kiều Trinh, Hà Phong, Hoa Thúy và NSƯT Mai Châu. Lấy bối cảnh tại Hà Nội, nội dung phim xoay quanh cuộc sống của một gia đình trung lưu thủ đô với những mối quan hệ phức tạp.
Từ khi còn là kịch bản, dự án đã được nhiều liên hoan phim và tổ chức nước ngoài quan tâm. Bi, đừng sợ! được công chiếu giới hạn tại Việt Nam từ ngày 18 tháng 3 năm 2011 tại ba rạp chiếu ở Hà Nội và Thành phố Hồ Chí Minh do số lượng hạn chế các bản phim còn được giữ tại Việt Nam. Tác phẩm thu về tổng cộng 600 triệu VND tại thị trường Việt Nam.

## Nội dung
Tại một nhà máy làm nước đá vào giữa mùa hè Hà Nội, đứa trẻ 6 tuổi Bi đang nhìn những tảng đá bằng ánh mắt đầy tò mò. Bố của Bi buổi tối luôn nhậu nhẹt tại những quán bia tấp nập kẻ qua người lại và chỉ trở về nhà vào tối muộn sau bữa nhậu. Bữa tối của gia đình luôn chỉ có Bi, mẹ Bi, cô của Bi – một giáo viên trung học – và bà vú. Một ngày, người ông nội sau bao nhiêu năm xa nhà bỗng trở về khiến Bi sự háo hức, nhưng ông lại bị bệnh nên gần như chỉ nằm trên giường với sự chăm sóc của mẹ Bi và bà vú. Cô của Bi vì đã luống tuổi nên cũng đi làm quen một người đàn ông qua mai mối.

## Diễn viên

### Diễn viên chính
- NSND Trần Tiến vai Ông nội Bi.[2]
- Phan Thành Minh vai Bi.[4]
- Kiều Trinh vai Mẹ Bi.[2]
- Hà Phong vai Bố Bi.[2]
- Hoa Thúy vai Cô của Bi.[2]
- NSƯT Mai Châu vai Bà vú.[5]

### Diễn viên phụ
- Hoàng Phương Thảo trong vai Cô gái gội đầu.[6]
- Lê Huỳnh Anh trong vai Cậu học sinh.[7]
- Thạch Kim Long trong vai Chồng tương lai của Thúy[4]
- Phạm Hoàng Hà vai An.[2]
- Hoàng Tuấn Anh vai Hưng.[2]

## Chủ đề
Theo đạo diễn Phan Đăng Di, Bi, đừng sợ! là "câu chuyện về các quãng đời khác nhau của một người đàn ông", trong đó điểm khởi nguồn là hình ảnh "một cậu bé ngây thơ, trong trẻo, vui vẻ và vô lo" – là Bi – tiếp đến là "tuổi thanh xuân đầy kiêu hãnh, đẹp đẽ nhưng ngắn ngủi" – hình ảnh cậu học sinh – rồi đến tuổi trưởng thành khi người đàn ông "bắt đầu mệt mỏi với những bổn phận, lạc đường trong các mối quan hệ phức tạp và rất khó tìm hạnh phúc" – bố của Bi – và lúc tuổi già, khi người đàn ông "đã trải qua tất cả mọi biến cố cuộc đời, thấu hiểu nó, họ sẽ trở nên im lặng và sẵn sàng để đón nhận cái chết" – ở đây là ông nội Bi.
Viên đá lạnh cũng là hình tượng được đề cập xuyên suốt câu chuyện. Nguyên Minh từ VnExpress nhận định đạo diễn sử dụng hình ảnh này làm mối liên kết giữa các nhân vật và từng tuyến truyện:
Viên đá giúp người ông xoa dịu những đau đớn mà bệnh tật của tuổi già đem lại, viên đá giúp người cô kìm nén những ham muốn tình dục lúc nửa đêm, viên đá khiến người cha giải tỏa được cơn khát giữa mùa hè nóng bỏng. Còn với Bi, viên đá là một thứ gì đó thú vị, hấp dẫn em mỗi khi nhìn thấy và chạm vào để cảm nhận cái tê buốt trên những đầu ngón tay. Đá còn giúp Bi lưu lại những chiếc lá khô. Nếu như ví những tảng đá lạnh là cánh cửa bước vào thế giới người lớn, thì sự hồn nhiên, tinh nghịch và trong trẻo của một đứa bé 6 tuổi như Bi chính là lực đẩy giúp người xem bước qua được lớp nước đá mờ ảo để cảm nhận rõ hơn mối quan hệ giữa người với người cùng những nỗi niềm khát khao, đau thương tột cùng và sự tàn nhẫn của thời gian.

## Sản xuất
Sau khi dự án giành giải thưởng 10.000 USD tại Liên hoan phim Busan vào tháng 10 năm 2007, đoàn làm phim nhận được một số đề nghị hợp tác từ những hãng phim độc lập như Fortissimo, Arizona. Kịch bản của Bi, đừng sợ! sau đó được Phan Đăng Di mang tới Liên hoan phim Cannes 2008 để tham dự L’Atelier – một giải thưởng do Quỹ điện ảnh Cinefondation của liên hoan phim Cannes tổ chức nhằm mục đích hỗ trợ các nhà sản xuất điện ảnh quốc tế – đánh dấu lần đầu tiên một nhà làm phim độc lập Việt Nam được chọn tham dự giải này. Cũng tại Liên hoan phim Cannes 2008, nhà làm phim tiếp tục gặp gỡ các nhà đầu tư và phát hành, trình dự án khả thi để tìm kinh phí hoàn thành tác phẩm – với tổng dự toán khoảng 500.000 USD. Tháng 5 năm 2008, Phan Đăng Di cho biết hãng phim Chánh Phương và công ty BHD và sẽ tham gia vào dự án, và hai nhà sản xuất Jimmy Nghiêm Phạm và Nguyễn Bảo Mai của hai công ty này cũng giúp đỡ đạo diễn trong quá trình đàm phán với các nhà đầu tư tại Cannes. Cùng năm, dự án cũng nhận được 50.000 EUR kinh phí hỗ trợ sản xuất từ Quỹ World Cinema của Liên hoan phim Berlin.
Phan Đăng Di cho biết anh đã chọn xong các diễn viên chính cho phim từ hai năm trước khi phim bấm máy. 10 ngày trước khi dự án khai máy, hãng phim Chánh Phương thông báo rút lui vì không muốn tiếp tục đầu tư vào phim nghệ thuật, vốn là dòng phim khó thu hồi vốn, điều này khiến Phan Đăng Di quyết định vay mượn để đảm bảo nguồn kinh phí thực hiện tác phẩm. Phim đóng máy ngày 9 tháng 10 năm 2009 sau 36 ngày quay với bối cảnh chủ yếu tại Hà Nội.

## Phát hành
Tháng 11 năm 2010, Bi, đừng sợ! được duyệt và cấp phép phổ biến tại Việt Nam. Phim được công chiếu giới hạn tại Việt Nam từ ngày 18 tháng 3 năm 2011 tại ba rạp chiếu là Trung tâm Chiếu phim Quốc gia ở Hà Nội và Galaxy Tân Bình cùng MegaStar Hùng Vương ở Thành phố Hồ Chí Minh. Việc Bi, đừng sợ! chỉ được công chiếu giới hạn là do rất nhiều bản phim của tác phẩm đang được gửi đi các liên hoan phim quốc tế nên tại Việt Nam chỉ còn một số lượng ít bản phim; và việc có thêm bản phim cần có sự chấp thuận của nhà sản xuất Pháp với chi chí nhân bản vào khoảng 2.000 EUR. Bản phim chiếu tại Việt Nam đã bị cắt khoảng 5–6 phút, chủ yếu là những cảnh nóng.
Sau ba ngày công chiếu tại Việt Nam, phim thu hút hơn 3000 lượt khán giả tới xem. Tính đến tháng 10 năm 2011, phim đã được công chiếu tại 30 liên hoan phim trên khắp thế giới.

## Đánh giá
Tác giả Nguyên Minh từ VnExpress nhận định phim có những khuôn hình đẹp và những góc quay tinh tế đi theo từng cung bậc cảm xúc của người xem, anh cho biết cách xử lý kịch bản với những tuyến chuyện lồng ghép, chồng chéo lên nhau đẩy người xem rơi đúng vào điểm nhìn của cậu bé Bi một cách có chủ ý và tạo cảm giác vừa tò mò, lại vừa sợ hãi, thậm chí là "ghê tởm" trước sự lạnh lẽo của đồng loại, sự thiếu hụt tình cảm giữa những con người ở ba thế hệ trong một gia đình. Nhà báo Phan Cao Tùng từ báo Thanh Niên cho hay đây là bộ phim không dễ xem, không dễ cảm nhận ngay với vô vàn những hình ảnh mang tính biểu tượng cùng những thông điệp ẩn, câu chuyện của phim không có nhiều cao trào, kịch tính, thắt nút, hạn chế lời thoại đến mức tối đa, mà đạo diễn đã tập trung vào chiều sâu nội tâm con người với những lát cắt bằng hình ảnh, chi tiết tủn mủn, rời rạc một cách có chủ ý về thế giới của mỗi nhân vật trong phim. Tác giả Phan Xi Nê từ Báo Tuổi trẻ cho biết "với một giọng kể hết sức bình thản pha chút giễu cợt, Phan Đăng Di mô tả cuộc sống thường ngày của một gia đình bình thường như bao gia đình khác, với những trắc trở trong giao tiếp, sự cô đơn đô thị và mối liên hệ mong manh trong tình cảm gia đình. Tất cả đều trôi đi trong một hiện thực nguyên chất, trong veo, không tô vẽ nhưng đầy kịch tính, đầy ẩn dụ." Báo Dân trí nhận xét phim thể hiện con mắt quan sát cuộc sống nhiều góc cạnh của tác giả. Có thể nhận thấy một cuộc sống chân thực, bộn bề trôi trên mỗi khuôn hình. Phan Đăng Di đã gửi gắm cảm xúc qua những bối cảnh chật chội, qua thứ ánh sáng mệt mỏi, qua những màu sắc lập thể, qua những nhân vật sống động, qua những thanh âm kìm nén… 
Báo chí nước ngoài nhận xét về phong cách của đạo diễn Phan Đăng Di trong phim: "Khi mô tả cuộc sống của một gia đình Việt Nam lúc trước và sau cái chết, vị đạo diễn này đã đem tới một cái nhìn tinh tế khi thể hiện tâm lý, cảm xúc của con người qua các chi tiết nhỏ hơn là kể theo cốt truyện thông thường". Nữ diễn viên Holly Hunter là trưởng Ban giám khảo của Liên hoan phim Quốc tế Stockholm lần thứ 22 rất ấn tượng với phim và đã có cuộc trò chuyện kéo dài nửa tiếng với đoàn làm phim Việt Nam sau khi kết thúc đêm trao giải. Holly Hunter khen ngợi từng cảnh quay, diễn xuất của các diễn viên với đạo diễn Phan Đăng Di.

## Đón nhận

### Doanh thu phòng vé
Bi, đừng sợ! thu về 600 triệu VND tại thị trường Việt Nam.

### Giải thưởng
Bi, đừng sợ! không thể tranh Giải Cánh diều do số lượng hạn chế các bản phim còn được giữ tại Việt Nam khi hầu hết các bản phim của tác phẩm đang được gửi đi các liên hoan phim quốc tế, trong đó phim được chọn tham dự hoạt động L'Atelier dành cho các dự án phim độc lập do Quỹ điện ảnh (Cinefondation) của Liên hoan phim Cannes (Pháp) tổ chức. Trong thời hạn gửi bản phim đăng ký cho Hội Điện ảnh Việt Nam, chỉ có duy nhất một bản phim nhựa của Bi, đừng sợ! tại Việt Nam mà bản phim này đã được nộp lưu chiểu.
| Năm  | Giải thưởng                               | Hạng mục                                     | Đề cử           | Kết quả   | Tham khảo     |
| ---- | ----------------------------------------- | -------------------------------------------- | --------------- | --------- | ------------- |
| 2007 | Liên hoan Phim Quốc tế Pusan              | Dự án nổi bật châu Á (Pusan Promotion Plan)  | Bi, đừng sợ!    | Đoạt giải | [ 19 ]        |
| 2010 | Liên hoan phim Cannes                     | Giải ACID/CCAS dành cho một bộ phim độc lập  | Bi, đừng sợ!    | Đoạt giải | [ 20 ]        |
| 2010 | Liên hoan phim Cannes                     | Giải thưởng SCAD cho kịch bản xuất sắc nhất  | Bi, đừng sợ!    | Đoạt giải | [ 20 ]        |
| 2010 | Liên hoan phim Cannes                     | Giải Máy quay Vàng                           | Bi, đừng sợ!    | Đề cử     | [ 21 ] [ 22 ] |
| 2010 | Liên hoan phim Quốc tế Vancouver          | Giải khuyến khích đặc biệt (Special Mention) | Bi, đừng sợ!    | Đoạt giải | [ 19 ]        |
| 2010 | Liên hoan phim Châu Á-Hồng Kông           | Phim hay nhất (hạng mục Tài năng mới)        | Bi, đừng sợ!    | Đoạt giải | [ 19 ]        |
| 2010 | Liên hoan phim Quốc tế Stockholm          | Phim đầu tay xuất sắc                        | Bi, đừng sợ!    | Đoạt giải | [ 17 ]        |
| 2010 | Liên hoan phim Quốc tế Stockholm          | Quay phim xuất sắc                           | Phạm Quang Minh | Đoạt giải | [ 17 ]        |
| 2010 | Liên hoan phim London                     | Giải khuyến khích đặc biệt (Special Mention) | Bi, đừng sợ!    | Đoạt giải | [ 2 ]         |
| 2011 | Liên hoan phim đầu tay châu Âu tại Angers | Giải thưởng lớn                              | Bi, đừng sợ!    | Đoạt giải | [ 20 ]        |
| 2011 | Đại hội Điện ảnh Việt Nam Quốc tế         | Giải Trống Đồng                              | Bi, đừng sợ!    | Đoạt giải | [ 23 ]        |
| 2011 | Đại hội Điện ảnh Việt Nam Quốc tế         | Nam diễn viên xuất sắc nhất                  | Phan Thành Minh | Đề cử     | [ 23 ]        |
| 2011 | Liên hoan phim quốc tế Mediawave          | Quay phim xuất sắc                           | Phạm Quang Minh | Đoạt giải | [ 24 ]        |